# El Correo de Andalucía (Málaga)
El Correo de Andalucía fue un periódico español editado en Málaga entre 1851 y 1893.

## Historia
Fundado en 1851 por Ramón Franquelo Martínez —que va a ser su director y propietario hasta su muerte—, el diario publicó su primer número el 31 de octubre de 1851. A lo largo de su existencia se consolidaría como uno de los principales periódicos de Málaga, coexistiendo con otras publicaciones como El Avisador Malagueño. En sus últimos años el El Correo de Andalucía mantuvo una línea editorial simpatizante a la facción «canovista» del Partido Conservador. El diario dejó de publicarse en 1893, víctima de la grave crisis que afectó a la prensa malagueña a finales del siglo XIX.
Según algunos autores, el obispo Marcelo Spínola —primero destinado en Málaga y luego en Sevilla— habría utilizado el título de la publicación malagueña para el diario fundado en la capital hispalense en 1899.